# Jingxi, Sanyuan
Jingxi (kinesiska: 荆西) är ett stadsdelsdistrikt i sydöstra Kina. Det ligger i stadsdistriktet Sanyuan i staden Sanming i provinsen Fujian, omkring 180 kilometer väster om provinshuvudstaden Fuzhou. Jingxi utökades i juni 2020 med socknen Chengdong. 